# Ciclos climáticos do Norte da África
Os ciclos climáticos do norte da África têm uma história única que pode ser rastreada há milhões de anos. O padrão climático cíclico do Saara é caracterizado por mudanças significativas na força da Monção do Norte da África. Quando a Monção do Norte da África está mais forte, a precipitação anual e, consequentemente, a vegetação na região do Saara aumentam, resultando em condições comumente chamadas de “ Saara verde”. Quando a monção do norte da África é relativamente fraca, ocorre o oposto, com diminuição da precipitação anual e menos vegetação, resultando em uma fase do ciclo climático do Saara conhecida como “Saara desértico”.
As variações no clima da região do Saara podem, no nível mais simples, ser atribuídas às mudanças na insolação devido a mudanças lentas nos parâmetros orbitais da Terra. Os parâmetros incluem a precessão dos equinócios, a obliquidade e a excentricidade, conforme estabelecido pela teoria de Milankovitch. A precessão dos equinócios é considerada o parâmetro orbital mais importante na formação do ciclo do “Saara verde” e do “Saara deserto”.
Um artigo do MIT de janeiro de 2019 publicado na Science Advances [en] mostra um ciclo de umidade para secura a cada 20.000 anos, aproximadamente.

## Hipótese da monção orbital

### Desenvolvimento
A ideia de que as alterações na insolação causadas por mudanças nos parâmetros orbitais da Terra são um fator de controle para as variações de longo prazo na força dos padrões de monções em todo o mundo foi sugerida pela primeira vez por Rudolf Spitaler no final do século XIX, A hipótese foi posteriormente proposta e testada formalmente pelo meteorologista John Kutzbach [en] em 1981. As ideias de Kutzbach sobre os impactos da insolação nos padrões globais de monções tornaram-se amplamente aceitas atualmente como o fator subjacente dos ciclos de monções de longo prazo. Kutzbach nunca nomeou formalmente sua hipótese e, portanto, ela é chamada aqui de “Hipótese da Monção Orbital”, conforme sugerido por Ruddiman em 2001.

### Insolação
A insolação, que é simplesmente uma medida da quantidade de radiação solar recebida em uma determinada área de superfície em um determinado período de tempo, é o fator fundamental por trás da Hipótese da Monção Orbital. Devido às variações na capacidade de aquecimento, os continentes se aquecem mais rapidamente do que os oceanos ao redor durante os meses de verão quando a insolação é mais forte, e se resfriam mais rapidamente do que os oceanos ao redor durante os meses de inverno quando a insolação é mais fraca. O padrão de vento resultante do gradiente de temperatura de insolação continente/oceano é conhecido como monção.
Os valores de insolação do verão são mais importantes para o clima de uma região do que os valores do inverno, isso ocorre porque a fase de inverno de uma monção é sempre seca. Assim, a flora e a fauna de um clima de monção são determinadas pela quantidade de chuva que cai durante a fase de verão da monção. Durante períodos de dezenas a centenas de milhares de anos, a quantidade de insolação muda em um ciclo altamente complexo que se baseia em parâmetros orbitais. O resultado desse ciclo de insolação é o aumento e a diminuição da força dos climas de monções em todo o mundo, uma ampla gama de evidências geológicas mostrou que a Monção do Norte da África é, particularmente, suscetível aos ciclos de insolação, e as tendências de longo prazo na força das monções podem ser associadas a variações lentas na insolação. Entretanto, as mudanças abruptas entre o “Saara verde” e o “Saara desértico” não são totalmente explicadas por mudanças de longo prazo no ciclo de insolação.

### Precessão
A precessão dos equinócios na Terra pode ser dividida em duas fases distintas, a primeira fase é criada por uma oscilação do eixo de rotação da Terra e é conhecida como precessão axial, já a segunda fase é conhecida como precessão apsidal ou procissão da elipse e está relacionada à rotação lenta da órbita elíptica da Terra ao redor do Sol. Quando combinadas, essas duas fases criam uma precessão dos equinócios que tem um ciclo forte de 23.000 anos e um ciclo fraco de 19.000 anos.
Descobriu-se que as variações na intensidade da Monção do Norte da África estão fortemente relacionadas ao ciclo de precessão mais forte de 23.000 anos. A relação entre o ciclo de precessão e a intensidade da Monção do Norte da África existe porque a precessão afeta a quantidade de insolação recebida em um determinado hemisfério. A quantidade de insolação é maximizada no hemisfério norte quando o ciclo de precessão está alinhado de forma que o hemisfério norte aponta para o sol no periélio. De acordo com a Hipótese da Monção Orbital, esse máximo de insolação aumenta a força das circulações de monções no hemisfério norte. No extremo oposto do espectro, quando o hemisfério norte está voltado para o sol durante o afélio, há um mínimo de insolação e a monção do norte da África está mais fraca.

### Obliquidade
A obliquidade, também conhecida como inclinação (axial), refere-se ao ângulo que o eixo de rotação da Terra faz com uma linha perpendicular ao plano orbital da Terra. A inclinação atual do eixo da Terra é de aproximadamente 23,5°, entretanto, durante longos períodos de tempo, a inclinação do eixo de rotação da Terra muda devido à distribuição desigual de massa no planeta e às interações gravitacionais com o Sol, a Lua e outros planetas. Devido a essas interações, a inclinação do eixo de rotação da Terra varia entre 22,2° e 24,5° em um ciclo de 41.000 anos.
A modulação do ciclo de insolação impulsionado pela precessão é o principal impacto da obliquidade na Monção do Norte da África. Evidências do impacto da obliquidade sobre a intensidade da Monção do Norte da África foram encontradas em registros de depósitos de poeira de núcleos oceânicos no Mediterrâneo Oriental que ocorrem como resultado de processos eólicos. Essas evidências exigem mecanismos de feedback complexos para explicar, já que o impacto mais forte da obliquidade sobre a insolação é encontrado nas altas latitudes. Foram propostos dois mecanismos possíveis para a existência de um traçador de obliquidade encontrado nos depósitos de poeira eólica do Mediterrâneo Oriental. O primeiro deles sugere que, em épocas de maior obliquidade, o gradiente de temperatura entre os polos e o equador no hemisfério sul é maior durante o verão boreal (verão no hemisfério norte). Como resultado desse gradiente, a força da Monção do Norte da África aumenta. Uma segunda teoria que pode explicar a existência de uma assinatura de obliquidade no registro climático do norte da África sugere que a obliquidade pode estar relacionada a mudanças na latitude dos trópicos. A extensão latitudinal dos trópicos é definida, a grosso modo, pelo caminho errante máximo do equador térmico [en], uma área que hoje está localizada entre o Trópico de Capricórnio e o Trópico de Câncer. Entretanto, à medida que a obliquidade muda, o caminho errante geral do equador térmico se desloca entre 22,2° e 24,5° para o norte e para o sul. Essa oscilação pode afetar o posicionamento da Frente da Monção de Verão do Norte da África e, portanto, afetar a percepção da força da Monção do Norte da África. Uma confirmação adicional dos impactos da obliquidade na Monção do Norte da África foi fornecida por um modelo climático global totalmente acoplado de atmosfera-oceano-gelo marinho, que confirmou que a precessão e a obliquidade podem se combinar para aumentar a precipitação no Norte da África por meio de feedbacks de insolação.

### Excentricidade
A excentricidade orbital é uma medida do desvio da órbita da Terra em relação a um círculo perfeito. Se a órbita da Terra fosse um círculo perfeito, a excentricidade teria um valor de 0, e o valor de 1 indicaria uma parábola. A Terra tem dois ciclos de excentricidade que ocorrem em ciclos de 100.000 e 400.000 anos. Ao longo dos anos, a excentricidade da Terra variou entre 0,005 e 0,0607; atualmente, a excentricidade da órbita da Terra é de aproximadamente 0,0167. Embora o valor da excentricidade afete a distância da Terra em relação ao Sol, seu principal impacto sobre a insolação vem de seu efeito modulador sobre o ciclo de procissão. Por exemplo, quando a órbita da Terra é altamente elíptica, um hemisfério terá verões quentes e invernos frios, o que corresponde a um gradiente de insolação anual maior do que a média. Ao mesmo tempo, o outro hemisfério terá verões quentes e invernos frios devido a um gradiente de insolação anual menor do que a média.
Assim como a obliquidade, a excentricidade não é considerada um fator primário da força da Monção do Norte da África. Em vez disso, a excentricidade modula a amplitude dos máximos e mínimos de insolação que ocorrem devido ao ciclo de precessão. Um forte apoio à modulação do ciclo de precessão pela excentricidade pode ser encontrado nos depósitos de poeira eólica no Mediterrâneo Oriental. Após um exame minucioso, é possível demonstrar que os períodos de fluxos baixos e altos de hematita correspondem aos ciclos de excentricidade de 100.000 e 400.000 anos. Acredita-se que essa evidência dos ciclos de excentricidade no registro de poeira do Mediterrâneo Oriental indique uma progressão mais forte para o norte da Frente Monssonal do Norte da África durante os períodos em que os máximos de insolação da excentricidade e da precessão coincidem. O efeito modulador da excentricidade no ciclo de precessão também foi demonstrado com o uso de um modelo climático global de gelo marinho-oceano-atmosfera totalmente acoplado.

### Atraso
Um dos principais problemas da Hipótese da Monção Orbital é que uma inspeção detalhada dos registros climáticos indica um atraso de 1000 a 2000 anos no máximo observado da Monção da África do Norte em comparação com o máximo previsto. Esse problema ocorre porque a Hipótese da Monção Orbital assume que há uma resposta instantânea do sistema climático às mudanças na insolação causadas pela forçante orbital. No entanto, existem várias soluções para esse problema. A solução mais razoável pode ser demonstrada por meio de um análogo simples ao clima atual. Atualmente, o pico da radiação solar ocorre em 21 de junho, mas o pico da monção de verão na África do Norte ocorre um mês depois, em julho. Um atraso de um mês como esse deve ser representado por um atraso de aproximadamente 1500 a 2000 anos no máximo da circulação monçônica, pois um máximo de insolação em julho dentro de um ciclo de precessão de 19.000 a 23.000 anos ocorre aproximadamente 1500 a 2000 anos após o máximo de insolação em junho. Duas outras explicações possíveis para o atraso observado nos dados foram propostasm a primeira sugere que o desenvolvimento das monções nas regiões subtropicais é atenuado pelo derretimento lento das calotas polares, assim, o padrão monçônico em sua força total não é observado até que as calotas polares se tornem tão pequenas que seu impacto no desenvolvimento das monções anuais seja mínimo. A segunda solução alternativa propõe que os oceanos tropicais relativamente frios, remanescentes da glaciação, podem inicialmente retardar o desenvolvimento das monções em escala global, pois oceanos mais frios são fontes de umidade menos potentes.

## Evidências de apoio

### Sapropeles
Sapropeles são sedimentos marinhos escuros e ricos em matéria orgânica que contêm mais de 2% de carbono orgânico em peso. No Mediterrâneo Oriental, camadas de sapropeles podem ser encontradas em núcleos de sedimentos marinhos que se alinham com períodos de máxima insolação no ciclo de precessão sobre o Norte da África. Esse alinhamento pode ser explicado por uma ligação com a Monção da África do Norte. Durante períodos de alta insolação, o aumento da intensidade e a progressão para o norte da Frente Monçônica da África do Norte causam chuvas muito intensas nas partes alta e média da bacia do rio Nilo, essas chuvas fluem para o norte e são descarregadas no Mediterrâneo Oriental, onde o grande afluxo de água doce rica em nutrientes provoca um gradiente vertical acentuado de salinidade. Como resultado, a convecção termohalina é interrompida e a coluna d'água torna-se estratificada de forma estável. Uma vez que essa estratificação estável [en] ocorre, as águas de fundo no Mediterrâneo Oriental rapidamente se tornam empobrecidas em oxigênio, e o grande afluxo de matéria orgânica pelágica das águas superficiais ricas em nutrientes é preservado na forma de formações de sapropeles. Uma das principais evidências que ligam a formação dos sapropeles ao aumento da descarga do rio Nilo é o fato de que eles ocorreram tanto durante períodos interglaciais quanto glaciais. Portanto, a formação dos sapropeles deve estar associada ao fluxo de água doce do rio Nilo e não ao derretimento de geleiras em dissipação.

### Paleolagos
Evidências da existência de grandes lagos no Saara podem ser encontradas e interpretadas a partir do registro geológico. Esses lagos se enchem à medida que o ciclo de precessão se aproxima do máximo de insolação e depois se esgotam conforme o ciclo de precessão se aproxima do mínimo de insolação. O maior desses paleolagos foi o Lago Megachade, que, em seu auge, tinha 173 metros de profundidade e cobria uma área de aproximadamente 400.000 km². Hoje, os remanescentes desse antigo lago massivo são conhecidos como Lago Chade, que tem uma profundidade máxima de 11 metros e uma área de apenas 1.350 km². Imagens de satélite das antigas margens do Lago Megachade revelam que o lago existiu sob dois regimes distintos de vento: um nordeste e outro sudoeste. O regime de ventos do nordeste é consistente com os padrões atuais e caracteriza um fluxo monçônico fraco. Por outro lado, o regime de ventos do sudoeste é característico de um fluxo monçônico mais forte.

### Diatomáceas de água doce
Outra evidência chave para o controle precessional da Monção da África do Norte pode ser encontrada nos depósitos de diatomáceas de água doce no Atlântico tropical. Testemunhos oceânicos do Atlântico tropical mostraram camadas distintas da diatomácea de água doce Aulacoseira granulata, também conhecida como Melosira granulata. Essas camadas ocorrem em um ciclo de 23.000 anos, com um atraso de aproximadamente 5000 a 6000 anos em relação ao máximo de insolação da precessão. Para explicar esses depósitos cíclicos de diatomáceas de água doce, devemos olhar para o interior, na região do Saara, na África. Por volta da época do máximo de insolação no ciclo de precessão, a Monção da África do Norte está em seu pico e a região do Saara se torna dominada por grandes lagos monçônicos. Com o passar do tempo, à medida que o ciclo de insolação se aproxima do mínimo, esses lagos começam a secar devido ao enfraquecimento da Monção da África do Norte. À medida que os lagos secam, finas camadas de sedimentos contendo diatomáceas de água doce são expostas. Finalmente, quando os ventos predominantes do nordeste chegam durante o inverno, os depósitos de diatomáceas de água doce nos leitos secos dos lagos são levantados como poeira e transportados por milhares de quilômetros até o Atlântico tropical. A partir dessa sequência de eventos, o motivo do atraso de 5000 a 6000 anos nos depósitos de diatomáceas de água doce é evidente, já que a Monção da África do Norte precisa se enfraquecer o suficiente antes que os lagos monçônicos no Saara comecem a secar e exponham as fontes potenciais de diatomáceas de água doce. Um fator chave que deve ser observado nos depósitos de diatomáceas de água doce é a identificação das espécies. Por exemplo, alguns núcleos oceânicos diretamente ao largo da costa ocidental da África mostram uma mistura de espécies de diatomáceas de lagos e rios de água doce. Portanto, para que um testemunho represente com precisão o ciclo de diatomáceas do Saara, ele deve ser retirado de uma região do Atlântico tropical com distância suficiente da costa, de modo que os impactos das descargas fluviais sejam minimizados.

### Afloramento do Atlântico equatorial oriental
As variações observadas na intensidade da zona de afloramento do Atlântico equatorial oriental também podem ser usadas para apoiar um ciclo da Monção da África do Norte que é regulado pelo ciclo de precessão. Quando a insolação na África do Norte está em seu pico durante o ciclo de precessão, os ventos alísios do leste sobre o Atlântico equatorial são fortemente desviados em direção ao Saara. Esse desvio enfraquece a zona de afloramento equatorial no Atlântico equatorial oriental, resultando em águas mais quentes na zona pelágica. Por outro lado, quando a insolação na África do Norte está no mínimo devido ao ciclo de precessão, o desvio dos ventos alísios do leste é relativamente fraco. Devido a isso, a região de afloramento no Atlântico equatorial oriental permanece forte e as águas na zona pelágica são mais frias. A prova de que esse padrão de enfraquecimento periódico do afloramento do Atlântico equatorial oriental existe pode ser encontrada em depósitos de organismos planctônicos de superfície em núcleos de sedimentos oceânicos. Esses núcleos mostram que a abundância relativa de espécies planctônicas de águas quentes e frias varia com um ciclo consistente de 23.000 anos, correspondendo ao ciclo de insolação de 23.000 anos da precessão.

## Período Úmido Africano

### Climatologia
O Período Úmido Africano ocorreu entre 14.800 e 5.500 anos atrás, e foi a última ocorrência de um "Saara verde". As condições no Saara durante o Período Úmido Africano eram dominadas por uma forte Monção da África do Norte, resultando em totais de precipitação anuais maiores em comparação com as condições atuais. Com o aumento das chuvas, os padrões de vegetação no Norte da África eram bem diferentes do que vemos hoje. A maior parte da região do Saara, por exemplo, era caracterizada por vastos campos de gramíneas, também conhecidos como estepes. Enquanto isso, a região do Sahel, ao sul do Saara, era principalmente uma savana. Hoje, a região do Saara é majoritariamente desértica e o Sahel é caracterizado por condições de campos de gramíneas de savana. O Período Úmido Africano [en] também era caracterizado por uma rede de vastos corpos d'água no Saara, consistindo de grandes lagos, rios e deltas. Os quatro maiores lagos eram o Lago Megachade, Lago Megafezzan, Mega-lago Ahnet-Mouydir e Mega-lago Chotts. Grandes rios na região incluíam o Rio Senegal, Rio Nilo, Rio Sahabi e Rio Kufra. Esses sistemas de rios e lagos forneciam corredores que permitiam a muitos animais, incluindo os humanos, expandirem seu alcance através do Saara.

### Início e término
Evidências geológicas do início e do fim do Período Úmido Africano sugerem que tanto o início quanto o término desse período foram abruptos. Na verdade, ambos os eventos provavelmente ocorreram em uma escala de tempo de décadas a séculos. O início e o término do Período Úmido Africano ocorreram quando o ciclo de insolação atingiu um valor aproximadamente 4,2% maior do que o atual. No entanto, as mudanças no ciclo de insolação são muito graduais para causar transições climáticas abruptas como aquelas observadas no início e término do Período Úmido Africano por si só. Assim, para explicar essas rápidas mudanças no clima do Saara, vários mecanismos de retroalimentação não lineares foram propostos. Um dos conjuntos mais comuns de mecanismos de retroalimentação não lineares considerados são as interações vegetação-atmosfera. Modelos de computador que analisam interações vegetação-atmosfera e insolação no Norte da África mostraram a capacidade de simular as rápidas transições entre os regimes de "Saara verde" e "Saara desértico". Assim, os resultados desses modelos sugerem a possível existência de um limiar de vegetação-insolação, que, quando atingido, permite que a região do Saara transite rapidamente de "Saara verde" para "Saara desértico" e vice-versa.